# Peltastes
Peltastes es un género de fanerógamas de la familia Apocynaceae. Contiene  unas 20 especies. Es originaria del centro y sur de América tropical.

## Taxonomía
El género fue descrito por Robert Everard Woodson y publicado en Annals of the Missouri Botanical Garden 19(4): 375–376. 1932. La especie tipo es: Peltastes peltatus (Vell.) Woodson

## Especies seleccionadas
- Peltastes ampliflorus Woodson
- Peltastes anomalus J.F.Morales
- Peltastes colombianus Woodson
- Peltastes conflictivus J.F.Morales
- Peltastes giganteus Woodson